# Троянский перевал
Троя́нский перева́л (Траянов перевал, Троянски-Проход, болг. Троянски проход), также Беклемето — перевал высотой 1523 м над уровнем моря в горах Стара-Планина, в Болгарии, в 20 км к юго-западу от города Троян.

## География
Перевал расположен между Трояном (община Троян Ловечской области) и селом Кырнаре (община Карлово Пловдивской области).
Через перевал проходит автомобильная республиканская дорога второго класса II-35 Плевен – Ловеч – Троян – Кырнаре, которая соединяет Южную и Северную Болгарию.
В местности Беклемето расположен горнолыжный курорт. Также местность привлекает любителей походов в горы.

## История
В древности через перевал проходила римская Траянова дорога (лат. Via Traiana), построенная при императоре Траяне. Были построены дорожные станции Ad Radices («У подножия») и Состра. Дорога соединяла античный Филиппополь (ныне Пловдив) и аванпосты в римской провинции Нижней Мёзии на Нижнем Дунае, такие как Ульпия-Эскус (у современного села Гиген) и Новы (ныне Свиштов).
В ходе русско-турецкой войны 26 декабря 1877 года (7 января 1878 года) особый Траянский отряд под командованием генерал-лейтенанта П. П. Карцова в составе 6000 пехотинцев, артиллеристов и казаков в суровых зимних условиях с боем взял сильно укреплённую турецкую позицию на Троянском перевале. Отряд потерял 146 человек убитых, замерзших и раненых. На горе Горалтепе (1595 м) восточнее перевала установлена арка Свободы (Арка на Свободата, архитектор Георгий Стоилов, скульптор Величко Минеков, 1978).